# Иванец, Сергей Владимирович
Сергей Владимирович Иванец (род. 15 сентября 1965, Москва) — российский государственный деятель, организатор науки и образования. Директор по науке Центра компетенций под эгидой ЮНЕСКО Санкт-Петербургского горного университета. С 2010 по 2012 годы занимал пост заместителя министра образования и науки Российской Федерации, с 2012 по 2016 — ректор Дальневосточного федерального университета.

## Биография
Родился 15 сентября 1965 года в Москве.
В 1988 году окончил Московский инженерно-физический институт по специальности «прикладная математика».
С 1985 по 1995 годы учился в очной аспирантуре МИФИ и работал стажёром-исследователем, защитил диссертацию на соискание учёной степени кандидата технических наук.
В 1996 году начал работу в Министерстве иностранных дел Российской Федерации, в котором до 1999 года занимал пост второго секретаря Посольства РФ в США. Курировал вопросы научно-технического сотрудничества.
С 1999 по 2001 годы был главным специалистом Российского авиационно-космического агентства.
С 2001 по 2006 годы вернулся в МИД РФ, где уже занимал пост первого секретаря Посольства РФ в Аргентине.
С 2007 года начал работу в Министерстве образования и науки Российской Федерации. В 2007—2008 годах был помощником министра, в сентябре 2008 года назначен директором департамента стратегии и перспективных проектов в образовании и науке.
В июне 2010 года возглавил департамент международной интеграции Министерства образования и науки РФ.
16 декабря 2010 года назначен заместителем министра образования и науки Российской Федерации. На этом посту он курировал Дальневосточный федеральный округ. В июне 2012 года освобождён с должности заместителя министра по собственному желанию.
Со 2 июля 2012 по 24 марта 2016 года являлся ректором Дальневосточного федерального университета.
С 2020 года — директор по науке Центра компетенций под эгидой ЮНЕСКО Санкт-Петербургского горного университета. Член Российского совета по международным делам.
Владеет английским и испанским языками.
Женат, имеет двух дочерей.

### Уголовное дело
В ночь на 20 марта 2016 года был задержан правоохранительными органами Приморского края, причиной задержания является злоупотребление служебными полномочиями. До этого, 16 марта, два проректора ДВФУ Алексей Цхе и Виктор Атаманюк были задержаны по тому же делу. В отношении Иванца было возбуждено уголовное дело, ему инкриминируется приёмка и оплата невыполненных работ по созданию «Электронного университета». 22 марта 2016 года Ленинский районный суд сообщил о домашнем аресте Иванца сроком на два месяца.
24 марта 2016 года по приказу Минобрнауки России исполняющим обязанности ректора ДВФУ назначен проректор по развитию кампуса Владимир Константинович Николаев (р. 11 февраля 1980 г., Балаково).
19 мая 2016 года, по решению Тихоокеанского Флотского военного суда, куда дело Сергея Иванца направлено из Ленинского районного суда в связи с наличием в материалах «данных, попадающих под государственную тайну», Сергей Иванец останется под домашним арестом до середины июля.
Ранее Ленинский районный суд по ходатайству следствия продлил на четыре месяца до середины сентября домашний арест Алексею Цхе и Виктору Атаманюку.
11 августа 2016 года Тихоокеанский флотский военный суд отклонил жалобу подозреваемого в организации злоупотребления полномочиями Сергея Иванца на отстранение от должности ректора ДВФУ, вернул его в домашний арест вплоть до 13 сентября.
В 2017 году срок домашнего ареста Иванца продлен решениями Тихоокеанского Флотского военного суда до 1 декабря 2017 года. По сообщению адвоката, в июне 2017 года по результатам следствия снята часть обвинений Иванца, который проживает в одном из городских общежитий ДВФУ без всякого инструктажа от полиции.
21 декабря 2017 года в Тихоокеанском Флотском военном суде проведено закрытое слушание по делу Сергея Иванца. Защита Иванца подала жалобу на одно из принятых постановлений, в связи с которым слушания отложены на неопределённый срок до рассмотрения жалобы в Верховном суде Российской федерации.
В марте 2018 года Тихоокеанский флотский военный суд после трехмесячного перерыва возобновил судебное разбирательство по уголовному делу в отношении Сергея Иванца и других, отказавшись от просьбы адвокатов подсудимых перевести дело в Московский окружной суд.
11 ноября 2019 года Тихоокеанский Флотский военный суд приговорил Сергея Иванца к семи годам лишения свободы и штрафу в размере 500 тысяч рублей. А защита Иванца заявила, что обязательно обжалует данный приговор. В сентябре 2020 года вышел на свободу по условно-досрочному освобождению.